# Goma guar

La goma guar, también llamado guaran, es el polisacárido de reserva nutricional de las semillas de Cyamopsis tetragonoloba, una planta de la familia de las leguminosas. En India, esta planta se ha utilizado en la dieta humana durante cientos de años. La molécula de guar es un polímero lineal con peso molecular aproximado de 220.000 daltons.
El polisacárido de la goma guar es soluble en agua. Se usa principalmente en la industria alimentaria, en zumos o jugos, helados, salsas, comida para mascotas, panificación. La harina obtenida del grano de Cyamopsis tetragonoloba se usa como agente espesante.

## Propiedades

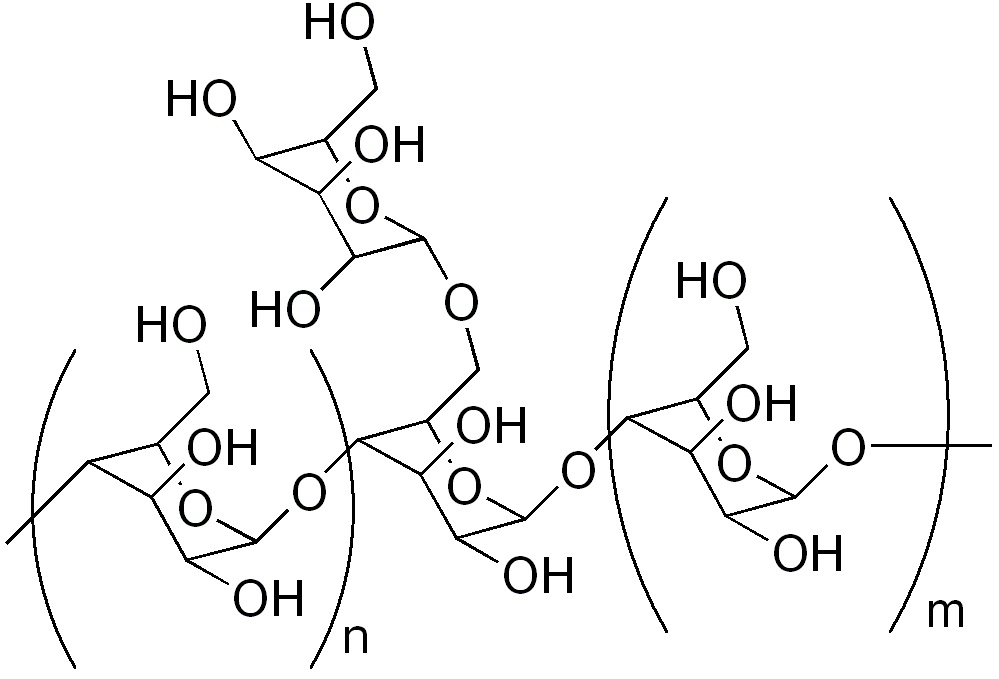
Estructura molecular de un galactomanano

La fibra purificada de goma guar es un polvo blanco que cuando se mezcla con agua genera un gel viscoso e insípido. La viscosidad de la solución depende de la longitud de la cadena de galactomanano (galactosa-manosa) que contiene. La hidrólisis con ácidos fuertes puede reducir o abolir la viscosidad de la goma. No obstante, experimentos in vitro e in vivo sugieren que, si bien la viscosidad se puede reducir parcialmente por su paso a través del estómago, en el intestino delgado se conserva mejor que otros tipos de gomas. 
Igual que otras fibras, la goma guar no se puede digerir en el intestino delgado de los mamíferos, donde tiende a generar soluciones viscosas con el agua ingerida y las secreciones digestivas, pero rápidamente se metaboliza a ácidos grasos de cadena corta por las bacterias del colon.
Se cree que su propiedad de aumentar la viscosidad del contenido gastrointestinal es la principal responsable de la absorción retrasada de nutrientes en el intestino delgado. Estos nutrientes permanecen atrapados en la matriz formada por la goma, cuyo resultado es una marcada reducción en la tasa de absorción de las sustancias que se absorben de manera rápida, como la glucosa, así como de las que propician absorción lenta, como las grasas y determinados micronutrientes. 
La goma guar se considera altamente eficaz en disminución de la hiperglucemia posprandial, el peso corporal y el contenido de colesterol, tanto en individuos obesos como en diabéticos. Tras un tratamiento con goma guar, el aumento de la sensibilidad a la insulina puede incrementar la actividad de la lipoproteinlipasa (LPL) y, de este modo, lograr reducción de lipoproteínas y de ácidos biliares .
Su viscosidad es la clave de su eficacia, ya que incrementa el tiempo de vaciado gástrico y prolonga la fase de absorción intestinal de grasas, carbohidratos y sodio, sin inducir a mala absorción. Además, las fibras de elevada viscosidad y las capaces de generar geles aportan una ventaja adicional: incrementan la sensación de saciedad, lo cual, posiblemente, en individuos obesos conduce a reducción de peso.
La amplia utilización en la práctica clínica -avalada por la bibliografía- de la goma guar es una demostración evidente de su eficacia terapéutica. Los estudios clínicos realizados, tanto en individuos sanos como en pacientes con alteraciones de metabolismo glúcido y/o lipídico, demuestran carencia de efectos secundarios y buena tolerancia a la goma guar.
Esta goma se utiliza también para elaborar productos (principalmente panes) a base de cereales como arroz, alforfón o maíz (fécula), dado que estos cereales no contienen gluten. Estos productos están especialmente indicados para personas celíacas.

## Aplicaciones industriales
- Textiles. Encolado, acabado y estampado.
- Papel. Mejoramiento en formación de hojas, plegamiento y superficie (más densa) para impresión.
- Explosivos. Agente a prueba de agua, mezclado con nitrato de amonio, nitroglicerina, etcétera.
- Farmacéutica. Como aglutinante o como desintegrador en tabletas. Ingrediente principal en algunos laxantes voluminosos.
- Cosmética y aseo personal. Espesante en pastas dentales, acondicionador de champús (por lo común en versión químicamente modificada).
- Combate de incendios. Retardante, como espesante.
- Minería.
- Hidrosiembra. En almácigos.
- Instituciones médicas, especialmente de nutrición. Espesante de líquidos y alimentos para pacientes con disfagia.

Una aplicación reciente, trascendental, es en lo siguiente:
Petróleo y gas natural
Desde tiempos remotos, en el Estado de Rajastán, India, se ha utilizado el guar para alimentación humana y de ganado. Inicialmente interesó a empresas de alimentos que se percataron de que –como fécula de maíz mejorado– absorbe agua. Pulverizado se emplea para espesar helados y mantener crujientes los pasteles (las tartas). Esta propiedad espesante lo ha convertido en ingrediente primordial para extracción de petróleo y gas natural mediante fracturación hidráulica de lutitas: triturado puede «endurecer» tanto el agua que una mezcla permite inyectar arena en pozos perforados mediante fracturación horizontal.
La repentina importancia del guar es tal que su precio así como el valor de la propiedad rural se han elevado notablemente, lo cual ha aportado prosperidad a una región árida considerada entre las más pobres del mundo.